# Cristián Heyne
Cristián Heyne (Santiago, 13 de enero de 1973) es un compositor, periodista y productor discográfico chileno. Reconocido como artífice de la música pop en Chile a lo largo de décadas, Heyne ha producido en paralelo su propia obra musical, explorando lo alternativo y lo experimental.

## Carrera

### Como artista musical
A los 15 años, funda junto a Christian Arenas el grupo Christianes, donde asume el rol de bajista y letrista.  
En noviembre de 1995, el primer sencillo del grupo, Mírame sólo una vez, alcanza el número 1 en las radios chilenas. Sin embargo, dos años más tarde la banda se disuelve.
Heyne se concentra entonces en su segundo proyecto, Shogún, una banda de música alternativa y experimental. En 1996 edita el disco Disconegro, compuesto por 23 canciones, bajo el alero del sello independiente chileno Background. Desde entonces, Shogún se convierte en un proyecto de culto, con seis discos editados y una infinidad de publicaciones digitales informales.
En agosto de 2017, luego de dos años de avances dispersos por internet, Heyne lanza su tercer proyecto musical: Tormenta, en colaboración con la música y artista visual Begoña Ortúzar.
Durante 2024 y 2025, Shogún ha retomado la publicación de música. En 2024 se lanzan dos discos: Canciones y cosas sin terminar, 2005–2015, un compilado de material inédito compuesto por Heyne durante esa década, y Disconegro, el primer álbum de Shogún, que tras décadas descatalogado, aparece por primera vez en plataformas de streaming. En 2025 se publicará un disco completamente nuevo, del cual ya se han adelantado cuatro canciones: Todos los animales, Oye, Esa escalera larga de la playa y Atlántico.

### Como productor
Su carrera como productor comienza en 1997, marcada desde el inicio por un enfoque paralelo: colaborar tanto con artistas del circuito underground (Luna In Caelo, Hombre de la Atlántida, Pánico) como con músicos de alcance masivo (La Ley, Gepe, Kudai).
Entre 1999 y 2001 forma, junto a Koko Stambuk, la sociedad musical Packman, con la que desarrollan proyectos clave del pop chileno juvenil: Supernova (1999, 2001), Stereo 3 (2000) y Gufi (2002).
Tras el éxito de Supernova, Heyne amplía su presencia como productor trabajando con artistas como Luis Jara, Daniel Guerrero y María José Quintanilla, en paralelo a la creación de bandas sonoras para las películas Los debutantes y Se Arrienda.
En 2004 conoce a la compositora chilena de indie pop Javiera Mena e inicia una sociedad creativa que da origen a tres álbumes: Esquemas juveniles (2006), Mena (2010) y Otra era (2014). De esta colaboración nace el sello independiente Unión del Sur, inicialmente centrado en el trabajo de Mena, pero que también lanza discos de Fredi Michel y, más adelante, Marineros.
Durante la primera mitad de la década de 2010, Heyne produce una serie de discos fundamentales para la escena indie-pop hispanoparlante. A los trabajos con Mena se suman producciones para Gepe, Dënver, Alex Anwandter, (Me Llamo) Sebastián, Fernando Milagros, Camila Moreno, la argentina Deborah de Corral y la banda peruana Tourista, consolidando un sonido reconocible que le otorga proyección internacional.
En 2015 funda el sello Demony, desde donde edita sencillos de Marineros, el primer volumen del compilado NMC (Nueva Música Chilena), ediciones digitales de Shogún y el primer EP de Tormenta.
Desde 2016 reparte su tiempo entre la producción ejecutiva de diversos discos desde su plataforma de producción musical Estudionegro, con sede en Chile, México y Alemania; y el desarrollo de Ónyx, un experimento escénico que expone en tiempo real el proceso de grabación de una canción original. Hasta la fecha, Ónyx ha tenido tres ediciones en Santiago (2019, 2023 y 2025) y una versión internacional prevista para Buenos Aires (2026).
En paralelo, desde 2021 dirige Process, una consultora boutique dedicada al diseño estratégico de proyectos culturales, medios y entretenimiento. La firma ha desarrollado estudios de impacto, estrategias para plataformas globales y análisis sobre políticas culturales en Chile y América Latina.
Actualmente, Process actúa también como marco estructural para nuevos proyectos de vanguardia como Ethereal, una iniciativa enfocada en la creación de artistas sintéticos mediante inteligencia artificial.

## Discografía

### ConChristianes
Álbumes en estudio
- 1995 - Ultrasol

### ConShogún
Álbumes en estudio
- 1996 - Disconegro
- 1998 - Demonio
- 1999 - Alma
- 2001 - Xyx
- 2004 - La rata
- 2010 - El brujo

Compilados
- 2002 - Fuego, el aumento 1994-2001
- 2007 - Sesiones nocturnas 2004-2006
- 2015 - Manjar. Cosas sin terminar 2004-2010
- 2015 - Hielo. Cosas sin terminar 2010-2015
- 2019 - Solnegro, 1996-1997
- 2019 - Tigrestrella, 1993-1996
- 2019 - Relámpagos, 1992

EP
- 2006 - Veneno
- 2006 - Error1
- 2006 - Mermeladita

Álbumes en directo
- 2007 - Shogún en vivo

Colectivos
- 1995 - Encuentros cercanos
- 1998 - 13
- 1998 - Pánico remixes
- 2005 - Departamentos vacíos (banda sonora de Se arrienda)
- 2005 - Panorama neutral

### ConTormenta
Álbumes en estudio
- 2017 - Primera parte
- 2022 - Te lloraría una tarde

### Colaboraciones como solista
- 1997 - El Resplandor (de Carlos Cabezas)
- 2006 - Esquemas juveniles (de Javiera Mena)
- 2010 - Mena (de Javiera Mena)
- 2010 - Audiovisión (de Gepe)
- 2011 - San Sebastián (de Fernando Milagros)
- 2012 - GP (de Gepe)
- 2012 - Panal (de Camila Moreno)

### Bandas sonoras
- 2000 - El sueño del caracol. Director Álvaro Robles.
- 2001 - Huevo negro. Director Álvaro Robles.
- 2002 - Los debutantes. Director Andrés Waissbluth.
- 2004 - Machuca. Director Andrés Wood.
- 2004 - Crisálida. Director Álvaro Robles.
- 2005 - Hormigas asesinas. Director Alberto Fuguet.
- 2005 - Se arrienda. Director Alberto Fuguet.
- 2008 - La buena vida. Director Andrés Wood.
- 2008 - 2 horas. Director Alberto Fuguet.
- 2010 - Velódromo. Director Alberto Fuguet.

### Producción musical
Álbumes
- 1996 - Disconegro (de Shogún)
- 1997 - Aquellos desgarradores gritos llamados silencio (de Luna in caelo)
- 1998 - Dolor de fin de siglo (de Venus)
- 1998 - 1999 (de Glup!)
- 1998 - Demonio (de Shogún)
- 1999 - Supernova (de Supernova) (Con Koko Stambuk)
- 1999 - A color (de Javiera y Los Imposibles)
- 1999 - Alma (de Shogún)
- 2000 - Welcome Polinesia (de Glup!)
- 2001 - Partir de cero (de Stereo 3) (Con Koko Stambuk)
- 2002 - Historias de la calle (de Gufi) (Con Koko Stambuk)
- 2002 - Retráctate (de Supernova) (Con Koko Stambuk)
- 2003 - Abismo (de Malcorazón)
- 2003 - Mi destino (de Luis Jara)
- 2004 - La rata (de Shogún)
- 2005 - Me matas corazón (de Daniel Guerrero)
- 2006 - Esquemas juveniles (de Javiera Mena)
- 2007 - Solo (de Sergio Lagos)
- 2009 - Combo show (de Chancho en Piedra)
- 2010 - Mena (de Javiera Mena)
- 2010 - Música, gramática, gimnasia (de Dënver)
- 2010 - Audiovisión (de Gepe)
- 2010 - El brujo (de Shogún)
- 2011 - San Sebastián (de Fernando Milagros)
- 2011 - Rebeldes (de Alex Anwandter)
- 2012 - GP (de Gepe)
- 2012 - Panal (de Camila Moreno)
- 2012 - Panal (de Nicole)
- 2013 - Detrás del vidrio (de Colombina Parra)
- 2013 - Se caiga el cielo (de Electrodomésticos)
- 2014 - Nuevo sol (de Fernando Milagros)
- 2014 - Otra era (de Javiera Mena)
- 2015 - O marineros (de Marineros)
- 2015 - Estilo libre (de Gepe)
- 2015 - Mala madre (de Camila Moreno)
- 2017 - Ciencia exacta (de Gepe)
- 2018 - Folclor imaginario (de Gepe)
- 2018 - Derecho a progresar (de André Ubilla)
- 2019 - Serpiente (de Fernando Milagros)
- 2020 - Aló! (de Pedropiedra)
- 2021 - Rey (de Camila Moreno)
- 2021 - Manual de una pérdida (de Fármacos)
- 2021 - Belencha (de Belencha)
- 2021 - Peace or Love (de Kings of Convenience)
- 2022 - Chao (de Yorka)
- 2022 - Cristal (de Shirel)
- 2023 - Al calor de un sol que acaba de morir (de Marineros)
- 2024 - Cuarto (de Fármacos)
- 2025 - Besar y morder (de Ignacio Gumucio)

Bandas sonoras
- 2003 - Los debutantes. Director Andrés Waissbluth.
- 2005 - Se arrienda. Director Alberto Fuguet.
- 2006 - Papelucho. Director Alejandro Rojas.
- 2008 - 199 recetas para ser feliz. Director Andrés Waissbluth.
- 2010 - Velódromo. Director Alberto Fuguet.
- 2010 - Drama. Director Matías Lira.
- 2011 - Bonsái. Director Cristian Jiménez.
- 2011 - Violeta se fue a los cielos. Director Andrés Wood.
- 2015 - Invierno. Director Alberto Fuguet.
- 2018 - Cola de mono. Director Alberto Fuguet.

Música para televisión
- 2000 - Santo ladrón, Canción Central. TVN, Chile.
- 2003 - Operación triunfo, Canción Central. MEGA, Chile.
- 2003 - Hernán y la Marioneta, Disco. Canal 13, Chile.
- 2004 - BKN, la serie, Canción Central. MEGA, Chile.
- 2004 - Villa dulce, Disco y Banda Sonora (2 temporadas y especial de Navidad). Canal 13, Chile.
- 2005 - Magi-K, Canción Central. MEGA, Chile. (con Sabina Odone)
- 2006 - Huaiquimán y Tolosa, Disco y Banda Sonora (2 temporadas). Canal 13, Chile.
- 2008-2009 - El Blog de la Feña, Disco y Banda Sonora (2 temporadas). Canal 13, Chile. (con Gonzalo Yáñez)
- 2009 - CRZ: Corazón rebelde, Disco, Banda Sonora y álbum de estudio de CRZ. Canal 13, Chile.
- 2023 - Pandamonkeys, Banda Sonora. TVN, Chile.